# 임예슬
임예슬(任예슬, 1997년 10월 13일 ~ )은 1997년 10월 13일 서울특별시에서 태어난 대한민국의 기업인이자, 언론인이다. 2019년 여성 쇼핑몰 전문 기업인 임예슬 컴퍼니를 설립하고 '모던타임', '픽미유', '네이버스마트스토어 픽미유' 등의 쇼핑몰을 운영하고 있다. 또한 언론사 데이터투데이의 사외이사직을 겸하고 있다.

## 학력
- 2010년 서울장곡초등학교 졸업
- 2013년 창문여자중학교 졸업
- 2016년 미래산업과학고등학교 졸업
- 2017년 한국방송통신대학교 무역학과 학사과정 진학

## 경력
- 2016년 미래산업과학고등학교 교무행정지원사 재직
- 2018년 사단법인 청년과미래 사무관
- 2019년 ㈜트랜스코스모스코리아 MGCS 어드바이저
- 2019년 서울시 도봉구 소재의 기업 임예슬 컴퍼니 설립, 여성 의류 전문 쇼핑몰 '픽미유'[1], '모던타임'[2] 운영
- 2019년 언론사 데이터투데이 사외이사 활동

## 수상 경력
- 제27회 대한민국 학생발명 전시회, 산업통상자원부 장관상(은상)
- 기상청 기상융합 사업화 아이디어 공모전, 기상청 청장 우수상
- 2019 입법 및 정책 제안대회, 국회입법조사처 처장 우수상
- CIC (Korea Creative Invention Contest) 대한민국창의발명대전, 금상

## 산업재산권

#### < 출원 >
- 젓가락 (특허) 10-2014-0022968

## 언론 기사
- http://www.fnnews.com/news/201909031716335870
- http://www.kbnitv.net/news/25304 보관됨 2019-10-01 - 웨이백 머신
- http://www.krpnews.kr/news/31924 보관됨 2022-01-07 - 웨이백 머신